# 郑津洋
郑津洋（1964年11月—），男，汉族，浙江嵊州人，中国高压容器和管道专家，浙江大学能源工程学院教授、博士生导师，中国工程院院士。